# Örebro Simallians
Örebro Simallians är en simklubb i Örebro som bildades 3 december 1980 som en alliansförening mellan Karlslunds IF/Simning och Örebro Simsällskap. Ursprungligen ville man skapa bättre förutsättningar för de tävlingssimmare som fanns i Örebro.
Vid starten bedrevs all simträning och tävlingsverksamhet på elitnivå inom Örebro Simallians (ÖSA). De andra disciplinerna, simhopp och konstsim, bedrevs i Karlslunds IF/Simning respektive Örebro Simsällskap. År 1994 samlades alla discipliner i Örebro Simallianss regi. Sedan årsmötet 2004 är Örebro Simallians fristående från sina moderföreningar. Örebro Simallians blev 2004 medlem i "Karlslunds IF"(huvudföreningen).
Örebro Simallians bedriver simskola på tre av kommunens bad: Gustavsviksbadet (Örebro Fritidscenter AB), Hagabadet och Brickebackens bad och gym. Föreningen bedriver även verksamhet inom simning, simhopp, konstsim och simning för funktionshindrade. Inom simningen finns även döva och hörselskadade integrerade i verksamheten.